# Hitoto*
Hitoto*（ひとと、6月10日 - ）は日本のイラストレーター、漫画家。
2000年代後半から同人サークル「0110*」で活動していたが、2012年頃からアンソロジーコミックへの寄稿やトレーディングカードゲームの原画で商業活動に進出しており、2016年放送のテレビアニメ『Lostorage incited WIXOSS』では作中の登場人物が使用するルリグ（プレイヤーキャラクター）のデザイン原案を担当した。
漫画家としては、2016年11月より一迅社『コミック百合姫』でオリジナル作品を連載している。

## 主な作品
漫画
- 週末なにしにいこう?（『コミック百合姫』2017年1月号 - ）[2]

キャラクターデザイン
- Lostorage incited WIXOSS（ルリグ原案）[1]

トレーディングカードゲーム原画
- WIXOSS（タカラトミー）
- LORD of VERMILION Re:3（スクウェア・エニックス）

その他
- スーパーダンガンロンパ2 さよなら絶望学園 コミックアンソロジー（一迅社、表紙）